# Tai Xiaohu
Tai Xiaohu (1º marzo 1998) è un tuffatore cinese. Ha vinto la medaglia d'oro ai Campionati mondiali di nuoto di Kazan' 2015 nel concorso dei tuffi dalla piattaforma 10 metri misti in coppia con Si Yajie.

## Palmares
- Campionati mondiali di nuoto

Kazan' 2015: oro nella piattaforma 10m sincro misti.
- Universiadi

Chengdu 2023: oro nel trampolino 1m e nella classifica a squadre maschile.